# 자오하이산
자오하이산(중국어 간체자: 赵海山, 병음: Zhào Hâishān, 한자음: 조해산, 1962년 10월 ~ )은 중화인민공화국의 정치인으로, 톈진시인민정부 부시장 겸 당지도부 위원, 후베이성 적십자사회장, 후베이성 인민정부 부지사 겸 당지도부 위원을 역임했습니다.